# سیارک ۵۷۱۹
سیارک ۵۷۱۹ (به انگلیسی: 5719 Krizik، نامگذاری:1983RX) پنج هزار و هفتصد و نوزدهمین سیارک کشف شده‌است که در ۷ سپتامبر ۱۹۸۳ کشف شد.
قدر مطلق سیارک برابر ۱۳٫۴۰ است.